# Esmagamento por elefante

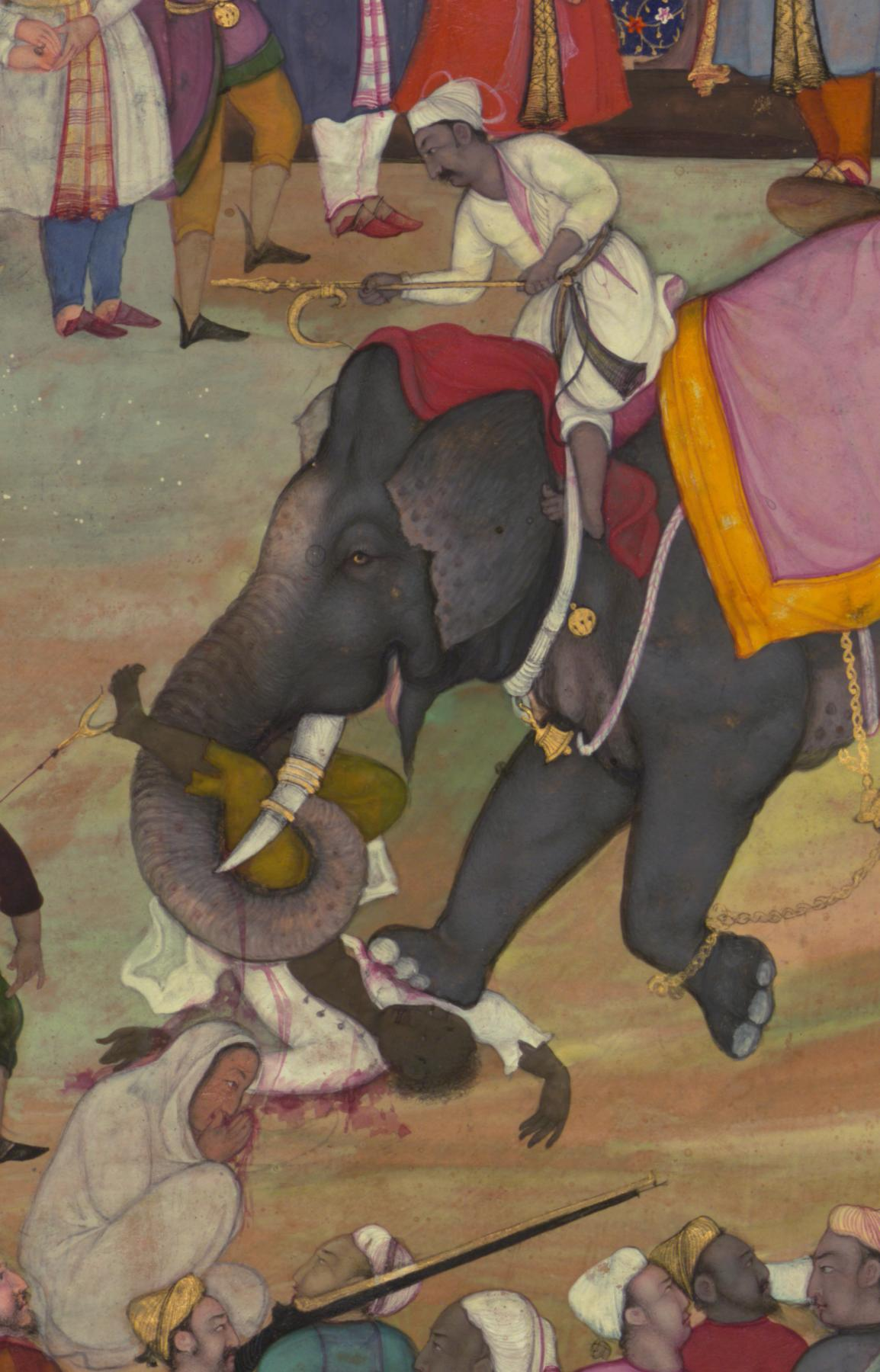
Ilustração da Akbarnama, a crônica oficial do reinado de Aquebar, o terceiro imperador mogol

O esmagamento por elefante foi, por milhares de anos, um método de execução comum para os condenados pela pena capital no sul e sudeste da Ásia, particularmente na Índia, onde os elefantes-asiáticos eram usados para esmagar, desmembrar ou torturar prisioneiros em execuções públicas. Os animais eram treinados e versáteis, capazes de matar as vítimas imediatamente ou torturá-las lentamente por um período prolongado. Mais comummente empregados pela realeza, os elefantes eram usados para simbolizar o poder absoluto do governante e sua capacidade de controlar animais selvagens.
O uso de elefantes na execução de prisioneiros horrorizou e atraiu o mórbido interesse dos viajantes europeus e foi registrado em várias publicações. A prática foi eventualmente suprimida pelos impérios europeus que colonizaram a região nos séculos XVIII e XIX. Embora presente principalmente na Ásia, a prática era ocasionalmente usada por potências ocidentais, como Roma Antiga e Cartago, particularmente para lidar com soldados amotinados.

## Aspectos culturais

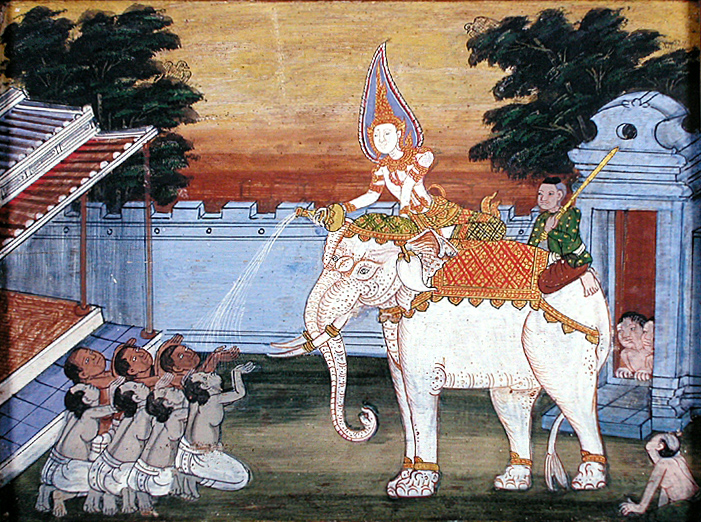
Um elefante real branco, símbolo do poder na Tailândia

O uso dos elefantes como pena capital é realçado pela sua simbologia como símbolo do poder real. A sua inteligência, domesticidade e versatilidade lhe davam vantagens consideráveis frente a animais selvagens como leões e ursos, que eram usados pelos romanos como meio de execução. Os elefantes podiam ser treinados para executar os prisioneiros de numerosas formas, quer prolongando a agonia até uma morte lenta por meio de tortura, ou através de uma morte rápida esmagando a cabeça do condenado.
Historicamente, os elefantes estavam sob o controle constante do seu condutor, mahout, o que permitia o perdão real no último minuto no caso de o monarca querer mostrar piedade. Há registro de vários desses casos de misericórdia em diversos reinos asiáticos. Os reis do Sião aparentemente treinavam seus elefantes para rolar o condenado lentamente para não ser ferido gravemente. A história conta que Aquebar, o sultão do Império Mogol, usava os elefantes para retaliar os rebeldes e que perdoava os prisioneiros depois de um certo tempo. Uma das lendas relacionadas é de que Aquebar jogou um homem para os elefantes para que recebesse esse castigo durante cinco dias, antes de finalmente o perdoar. Ocasionalmente, os elefantes também eram usados como uma forma de ordália, segundo a qual o condenado era liberado se conseguisse escapar com vida do confronto com o elefante.
O uso dos elefantes desta forma tinha também um caráter simbólico. O elefante simbolizava o poder real, de uma forma que a função da pena capital seria uma forma de demonstrar que o rei era o senhor da vida e da morte. Os elefantes eram em muitas das culturas asiáticas um símbolo da autoridade real (e seguem a ser em alguns lugares, como a Tailândia, onde os elefantes brancos ainda são reverenciados). Seu uso como instrumentos do poder do estado dava a mensagem de o governante ser capaz de dirigir criaturas bastante poderosas. O governante, assim, mantinha o domínio espiritual e moral sobre as bestas selvagens, somando à sua autoridade e ao halo místico frente aos seus súditos.

## Âmbito geográfico

Área geográfica onde o esmagamento por elefante foi praticado

O esmagamento por elefante foi realizado em diversas partes do mundo, tanto por impérios ocidentais como orientais. Os primeiros registros desses esmagamentos remontam ao período clássico. No entanto, a prática já estava bem estabelecida nessa época e continuou até o século XIX. Embora os elefantes-africanos sejam significativamente maiores que os asiáticos, o uso do elefante na África passou a diminuir.

### Potências asiáticas

#### Sudeste da Ásia
Há registros de que os elefantes foram usados para esmagamentos no sudeste da Ásia e foram usados na Birmânia e na Malásia desde os primeiros tempos históricos, bem como no reino de Champa, no outro lado da península da Indochina. No Sião, os elefantes eram treinados para jogar os condenados no ar antes de pisoteá-los até a morte. Alexander Hamilton comenta o seguinte a respeito:
Para traição e assassinato, o elefante é o carrasco. A pessoa condenada é levada rapidamente a uma estaca fincada no chão para o propósito, e o elefante é trazido para vê-lo, e passa duas ou três vezes ao seu redor, e quando o guardião do elefante fala com o monstruoso carrasco, ele enrosca a tromba na pessoa e na estaca, e puxa a estaca do chão com grande força, lança o homem e a estaca no ar e, ao cair, o recebe nos dentes e o retira novamente, coloca um de seus pés dianteiros na carcaça e a aperta
O jornal de John Crawfurd registra outro método de execução por elefante no reino da Cochinchina (moderno sul do Vietnã). Crawfurd relembra um evento em que "o criminoso estava preso a uma estaca, e o elefante [favorito da excelência] o atropela e o esmaga até a morte".

#### Sul da Ásia

##### Índia
Os elefantes foram usados na Índia como a forma de execução preferente durante séculos. Os governantes hindus e muçulmanos executavam "sob os pés dos elefantes" defraudadores de impostos, rebeldes e soldados inimigos. O antigo Manu Smriti, ou Código de Manu, escrito entre 200 a.C. e 200 d.C., condenava à execução mediante esmagamento por elefante em múltiplas ofensas. Em caso de roubo, por exemplo, "o rei faria que qualquer ladrão capturado em conexão com o desaparecimento fosse executado por um elefante". Por exemplo, em 1305, o sultão de Deli transformou as mortes de prisioneiros mongóis em entretenimento público ao serem esmagados por elefantes.
Durante a era do Império Mogol, "era uma forma habitual de execução nesses dias o mandar ao ofensor sob as patas de um elefante". Há registros que confirmam esta forma de proceder. O capitão Alexander Hamilton, por exemplo, descrevia em um escrito de 1727 como Xá Jeã, governante do Império, ordenou que um comandante militar infrator fosse levado "para o Jardim dos Elefantes, e que aí fosse executado por um elefante, o qual é reconhecido como uma morte terrível e aviltante". O imperador Humaium, pela sua parte, ordenou que fosse executado assim um imame que o achava, aparentemente errado, crítico de seu reino. Outros monarcas, como o imperador Jahangir, também adotaram este tipo de execução para o seu próprio entretenimento, e diz-se que ordenou que grande número dos criminais foram esmagados para esse propósito. O viajante francês François Bernier, que testemunhou tais execuções, recordava a sua tristeza ao contemplar o prazer que o imperador obtinha deste castigo tão cruel. Contudo, o esmagamento não era o único método utilizado pelo Império Mogol: no sultanato de Deli os elefantes também se treinavam para cortar aos prisioneiros em pedaços mediante o uso de "lâminas afiadas aderidas nos seus colmilhos".
Contudo, os mogóis não eram os únicos que utilizavam o esmagamento por elefante; durante o século XVIII, o Império Marata, rival dos mogóis, também usou este método de execução. O marata chhatrapati Sambhaji, por exemplo, ordenou esta forma de execução para uma série de conspiradores, incluindo o oficial Anaji Datto, no final do século XVII. Outro líder marata, o general Santaji, ordenou esse tipo de punição por violações de disciplina militar. O historiador contemporâneo Khafi Khan relatou que "por uma ofensa insignificante, ele [Santaji] lançou um homem sob os pés de um elefante".
O escritor Robert Kerr, do início do século XIX, relata como o rei de Goa "mantém a uma série de elefantes para a execução de malfeitores. Quando um deles é trazido à tona para despachar um criminoso, se seu guardião deseja que o agressor seja destruído rapidamente, esta imensa criatura o esmagará instantaneamente reduzindo-o a átomos sob os seus pés; mas se desejar torturá-lo, romper-lhe-á sucessivamente os membros, como os homens se rompem na roda". O naturalista Georges-Louis Leclerc, conde de Buffon, citou essa flexibilidade de propósito como evidência de que os elefantes seriam capazes de "razoamento humano, [em vez de] um simples instinto natural".

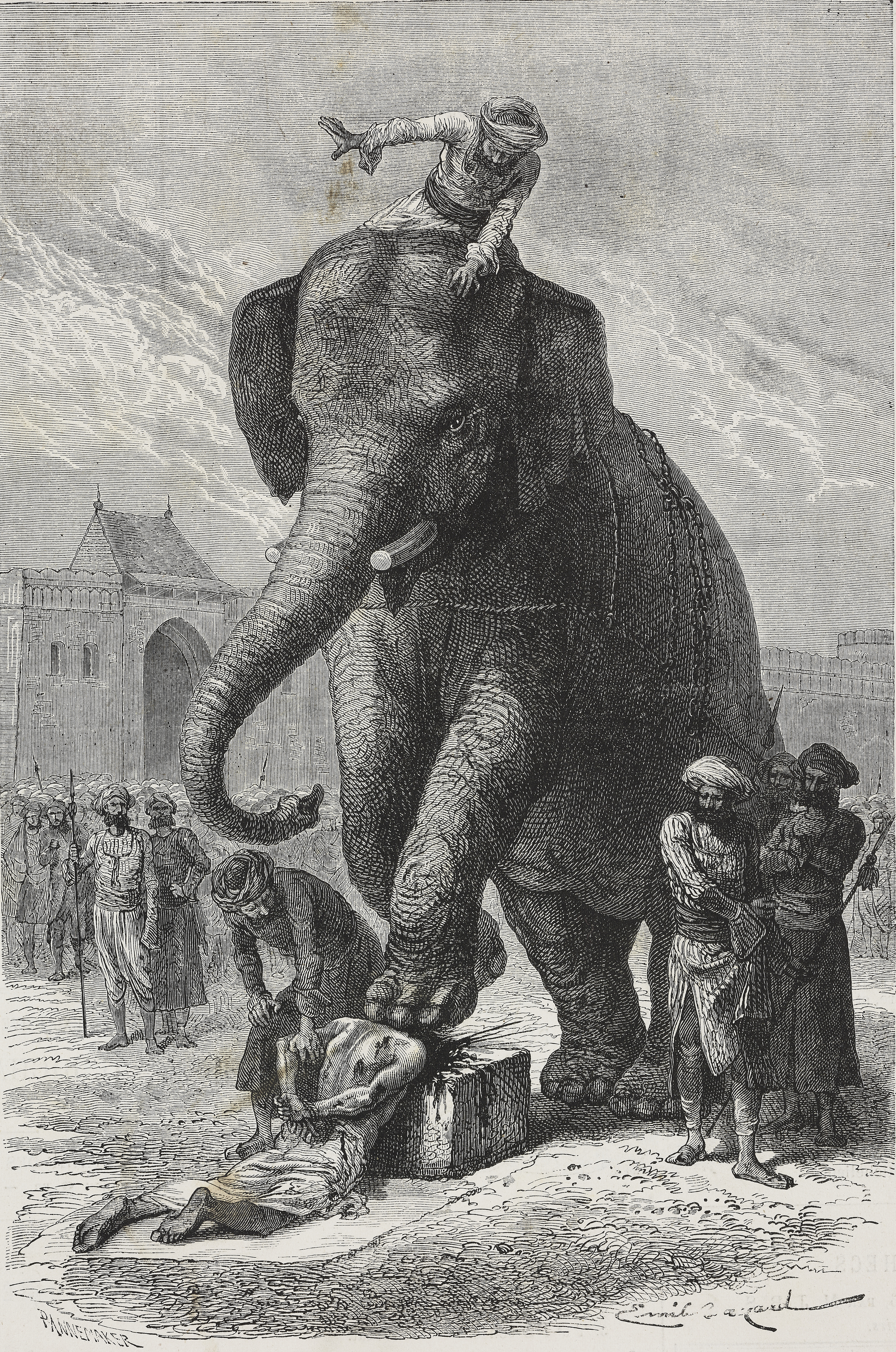
Louis Rousselet descreveu essa execução no Le Tour du Monde em 1868

Tais execuções eram frequentemente realizadas em público como um aviso para quem pudesse transgredir. Para esse fim, muitos dos elefantes eram especialmente grandes, geralmente pesando mais de nove toneladas. As execuções pretendiam ser horríveis e muitas vezes eram. Às vezes eram precedidos de tortura infligida publicamente pelo mesmo elefante usado para a execução. Um relato de uma dessas torturas e execuções em Vadodara em 1814 foi preservado em The Percy Anecdotes:
O homem era um escravo, e dois dias antes assassinara seu dono, irmão de um chefe nativo chamado Amir Sahib. Por volta das onze foi trazido o elefante, com somente o condutor na suas costas, rodeado de nativos com bambus em suas mãos. O criminal foi colocado três jardas detrás, no chão, com as pernas amarradas por três cordas, presas a um anel na perna traseira direita do animal. A cada passo que dava o animal, arrastava-o para frente, e a cada oito ou dez passos deslocava-lhe algum membro, que quando o elefante avançara umas quinhentas jardas estavam já todos soltos e rotos. O homem, embora coberto de lodo, mostrava todos os sinais de vida, e parecia estar passando pelo pior dos tormentos. Após ter sido torturado desta forma por cerca duma hora, levou-o fora da cidade, onde o elefante, treinado para este propósito, avançou marcha atrás e pôs a sua pata em cima da cabeça do criminal.
O uso de elefantes para as execuções continuou até a segunda metade do século XIX. Durante uma expedição à Índia em 1868, Louis Rousselet descreveu o uso de um elefante para executar um criminoso. Um esboço representando a execução mostrava o condenado sendo forçado a colocar a cabeça em um pedestal e mantido ali enquanto um elefante pisoteava a sua cabeça. Do esboço fez-se uma xilogravura, impressa em "Le Tour du Monde", uma revista francesa de viagens e aventuras amplamente divulgada, além de jornais estrangeiros como o Harper's Weekly.
O poder crescente do Império Britânico levou ao declínio e eventual fim dos esmagamentos por elefantes na Índia. Em um relato de 1914, Eleanor Maddock observou que na Caxemira, desde a chegada dos europeus, "muitos dos velhos costumes estão desaparecendo — e um deles é o terrível costume da execução de criminosos por um elefante treinado para esse fim e que se conhecia pelo nome hereditário de 'Gunga Rao'".

##### Sri Lanka

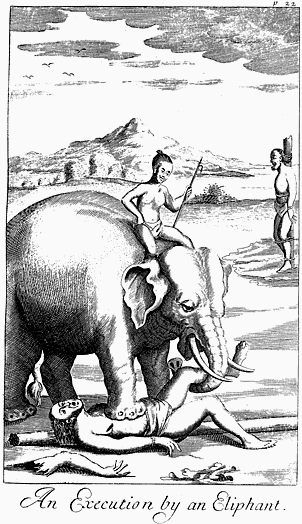
Um prisioneiro condenado sendo desmembrado por um elefante no Ceilão. Ilustração de An Historical Relation of the Island Ceylon, de Robert Knox (1681)

Os elefantes foram amplamente utilizados no subcontinente indiano e no sul da Ásia como método de execução. O marinheiro inglês Robert Knox, em um texto de 1681, descreveu um método de execução por elefante que ele testemunhou durante o seu cativeiro no Sri Lanka. Knox diz que os elefantes que ele testemunhou tinham suas presas equipadas com "ferro afiado com três beiras". Depois de empalar o corpo da vítima com suas presas, o elefante "destroçava-o, arrancando membro a membro".
Um viajante do século XIX, James Emerson Tennent, comenta que "um chefe da Cândia [Seri Lanca], que testemunhou tais cenas, assegurou que os elefantes nunca usaram suas presas senão que, pondo o pé em cima da vítima prostrada, arrancavam um a um os seus membros com movimentos repentinos das suas patas". O livro de Knox descreve exatamente esse método de execução em um famoso desenho, An Execution by an Eliphant.
Em um texto de 1850, o diplomata britânico Henry Charles Sirr descreveu uma visita que fez a um dos elefantes que foram usados por Seri Vicrama Rajá Sinha, o último rei de Cândia, para executar criminosos. O esmagamento por elefante foi abolido pelos britânicos uma vez que eles derrubaram o reino em 1815, mas o elefante de execução do rei seguia vivo e, evidentemente, lembrando de seus antigos deveres. Sirr comenta:
Durante a dinastia nativa era uma prática habitual treinar elefantes para matar os criminosos pisoteando-os, ensinando as criaturas a prolongar a agonia dos cativos, esmagando-lhes os membros e evitando as partes vitais. Com o último rei tirano de Cândia, este era o método de execução favorito, e dado que durante a nossa viagem um dos elefantes executores encontrava-se na antiga capital, estávamos ansiosos de provar a sagacidade e memória do animal. O animal era sarapintado e de um tamanho enorme, e encontrava-se de pé e silencioso com o seu cuidador sentado sobre o seu colo. O nobre que nos acompanhava pediu ao homem desmontara e que se pusera de pé ao seu lado.
 O chefe então deu uma ordem à criatura: 'matar o miserável!' O elefante ergueu a sua trompa e revirou-a, como se estivesse agarrando um humano; então começou a fazer movimentos como se deitasse o homem diante dele, ergueu devagar a sua pata dianteira, colocando-a alternativamente nos lugares que os membros do condenado teriam estado. O elefante continuou fazendo-o durante uns minutos; logo, como se estivesse já satisfeito de que os ossos estiveram rotos, o elefante ergueu a sua trompa sobre a sua cabeça e ficou quieto; o chefe então ordenou 'terminar o trabalho', e a criatura imediatamente colocou um pé em onde teria estado o abdômen da vítima e o outro sobre a sua cabeça, aparentemente usando toda a sua força para esmagar o condenado e terminar com o seu sofrimento.

#### Ásia Ocidental

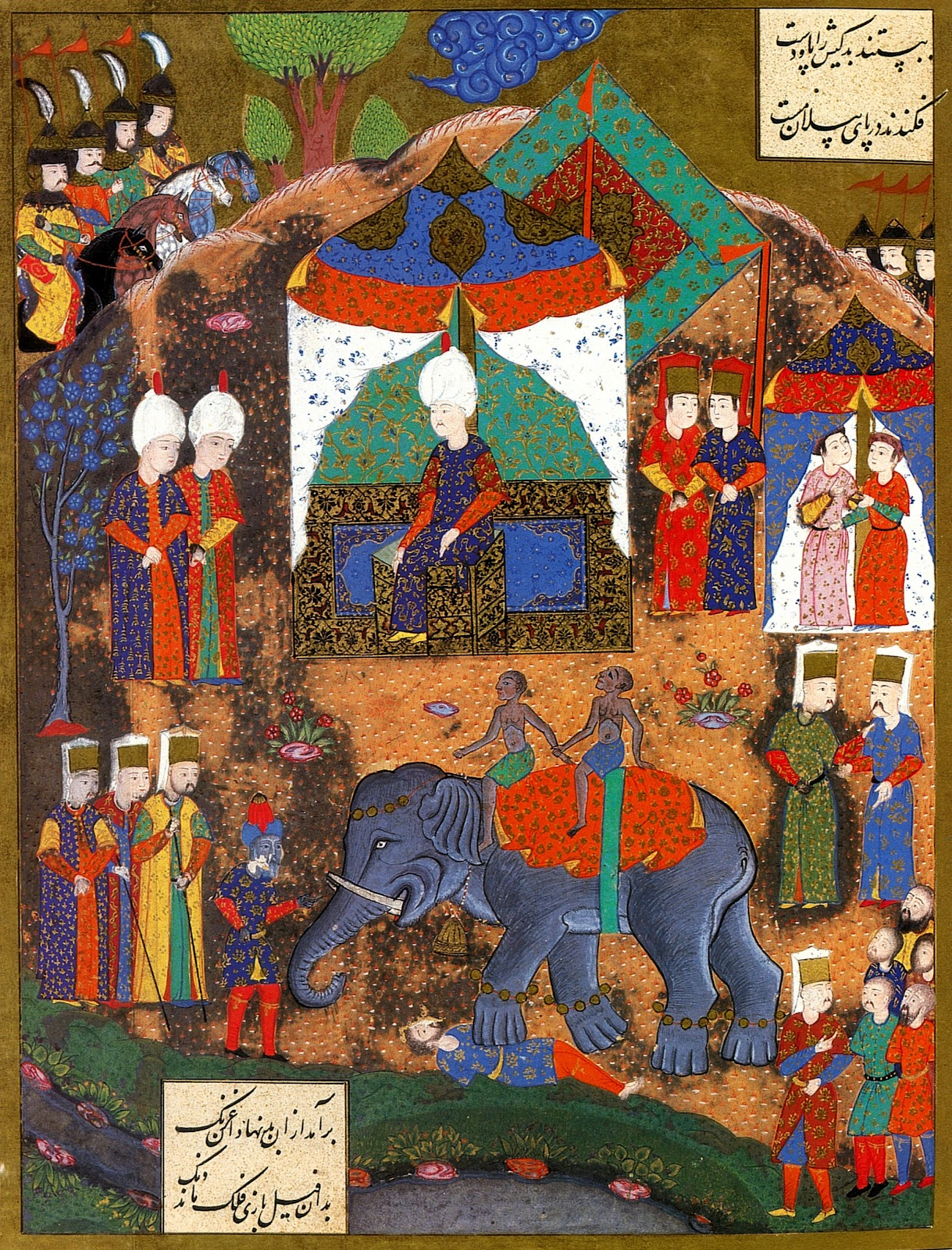
Miniatura otomana que descreve a execução de prisioneiros de guerra em Nándorfehérvár

Durante o período medieval, esmagamentos por elefantes foram usados por várias potências imperiais da Ásia Ocidental, incluindo os impérios bizantino, sassânida, seljúcida e timúrida. Quando o xá sassânida Cosroes II, que tinha um harém de três mil esposas e doze mil escravas, exigiu como esposa Hadica, a filha do cristão árabe Numane. Numane se recusou a permitir que sua filha cristã entrasse no harém de um zoroastriano; por essa recusa, ele foi pisoteado até a morte por um elefante.
A prática parece ter sido adotada em partes do Oriente Médio muçulmano. O rabino Petaquias de Ratisbona, um viajante judeu do século XII, relatou uma execução por esse meio durante sua estadia no Império Seljúcida, no norte da Mesopotâmia (atual Iraque):
Em Nínive havia um elefante. Era grande e comia cerca de duas carroças de palha ao mesmo tempo; a boca estava na altura do peito e, quando queria comer, erguia a tromba em cerca de dois côvados, pegava a palha e a colocava na boca. Quando o sultão condena alguém à morte, eles dizem ao elefante: "essa pessoa é culpada". Ele então a agarra com a tromba, a lança no ar e a mata.

### Impérios ocidentais
Os romanos, cartagineses e antigos macedônios ocasionalmente usavam elefantes para execuções, enquanto também usavam elefantes de guerra para fins militares, como no caso de Aníbal. A morte sob o pé de um elefante era comum para os desertores ou prisioneiros bem como para os criminais militares, segundo os cronistas antigos. Pérdicas, que se tornou regente da Macedônia com a morte de Alexandre, o Grande em 323 a.C., fez com que na cidade de Babilônia os amotinados da facção de Meleagro fossem atirados sob os elefantes para serem esmagados. O escritor romano Quinto Cúrcio Rufo relata a história em seu Historiae Alexandri Magni:
Pérdicas viu que [os amotinados] estavam paralisados e à sua mercê. Apartou do corpo principal cerca de 300 homens que seguiram a Meleagro no tempo em que saíra do primeiro encontro mantido após a morte de Alexandre, e aos olhos de todo o exército atirou-os para os elefantes. Todos foram pisoteados até a morte sob os pés dos animais.
Há menos dados no que se refere à utilização de elefantes como forma de execução da povoação civil. Um dos exemplos é o mencionado por Josefo e o livro deuterocanônico de III Macabeus, embora a história seja provavelmente apócrifa. III Macabeus descreve uma tentativa de Ptolemeu IV Filópator de escravizar e marcar os judeus do Egito com o símbolo de Dionísio. Como a maioria dos judeus resistiu, diz-se que o rei os rodeou e ordenou que fossem pisoteados por elefantes. A execução em massa foi finalmente frustrada, supostamente pela intervenção dos anjos, após a qual Ptolomeu adotou uma atitude ainda mais misericordiosa em relação aos súditos judeus.